# 马龙乡 (通道县)
马龙乡，是中华人民共和国湖南省怀化市通道侗族自治县下辖的一个乡镇级行政单位。

## 行政区划
马龙乡下辖以下地区：
竹坪村、瑶团村、里问村、铺头村、黄家堡村、辰口村、汉龙村、马龙村、罗溪村、向晖村、生棋村和长安堡村。